# U-425
| U-425                      | U-425                                                          | U-425                                                          |
| -------------------------- | -------------------------------------------------------------- | -------------------------------------------------------------- |
|                            |                                                                |                                                                |
|                            |                                                                |                                                                |
|                            |                                                                |                                                                |
| Під прапором               | Третій рейх                                                    | Третій рейх                                                    |
| Спуск на воду              | 19 грудня 1942 року                                            | 19 грудня 1942 року                                            |
| Виведений зі складу флоту  | 17 лютого 1945 року                                            | 17 лютого 1945 року                                            |
| Сучасний статус            | затоплений                                                     | затоплений                                                     |
| Проєкт                     |                                                                |                                                                |
| Тип ПЧ                     | Торпедний ДПЧ                                                  | Торпедний ДПЧ                                                  |
| Основні характеристики     |                                                                |                                                                |
| Швидкість (надводна)       | 17,7 вузлів                                                    | 17,7 вузлів                                                    |
| Швидкість (підводна)       | 7,6 вузлів                                                     | 7,6 вузлів                                                     |
| Робоча глибина занурення   | 100 м                                                          | 100 м                                                          |
| Гранична глибина занурення | 220 м                                                          | 220 м                                                          |
| Екіпаж                     | 44 осіб                                                        | 44 осіб                                                        |
| Розміри                    |                                                                |                                                                |
| Довжина найбільша (по КВЛ) | 67,1 м                                                         | 67,1 м                                                         |
| Ширина корпусу найб.       | 6,2 м                                                          | 6,2 м                                                          |
| Висота                     | 9,6 м                                                          | 9,6 м                                                          |
| Середня осадка (по КВЛ)    | 4,70 м                                                         | 4,70 м                                                         |
| Водотоннажність надводна   | 769 т                                                          | 769 т                                                          |
| Озброєння                  |                                                                |                                                                |
| Артилерія                  | одна палубна гармата калібру 88-мм, одна 20-мм зенітна гармата | одна палубна гармата калібру 88-мм, одна 20-мм зенітна гармата |
| Торпедно- мінне озброєння  | 4 носових і один кормовий ТА. 14 торпед                        | 4 носових і один кормовий ТА. 14 торпед                        |

U-425 — німецький підводний човен типу VIIC, часів  Другої світової війни.
Замовлення на будівництво човна було віддане 5 червня 1941 року. Човен був закладений на верфі суднобудівної компанії «Danziger Werft AG» у Данцигу 23 травня 1942 року під заводським номером 126, спущений на воду 19 грудня 1942 року, 21 квітня 1943 року увійшов до складу 8-ї флотилії. Також за час служби перебував у складі 9-ї, 11-ї та 13-ї флотилій. Єдиним командиром човна був капітан-лейтенант Гайнц Бенцін.
Човен здійснив 9 бойових походів, в яких не потопив та не пошкодив жодного корабля.
17 лютого 1945 року потоплений в Баренцовому морі східніше Рибальського півострова (69°39′ пн. ш. 35°50′ сх. д. / 69.650° пн. ш. 35.833° сх. д.) глибинними бомбами британських шлюпа «Ларк» і корвета «Олнвік Касл». 50 членів екіпажу загинули, 1 врятований.